# 科洛 (愛荷華州)
科洛（英語：Colo）是一個位於美國愛荷華州斯托里縣的城市。

## 地理
科洛的座標為42°01′01″N 93°19′03″W / 42.01694°N 93.31750°W，而該地的平均海拔高度為317米（即1040英尺）。

## 人口
根據2010年美國人口普查的數據，科洛的面積為2.75平方千米，當中陸地面積為2.75平方千米，而水域面積為0.00平方千米。當地共有人口876人，而人口密度為每平方千米318人。